# Alfredo Hernández
Alfredo Rafael Hernández García (Città del Messico, 18 giugno 1935 – Città del Messico, 17 gennaio 2023) è stato un calciatore messicano, di ruolo attaccante.